# Балкаров Азамат Заурович
Азамат Заурович Балкаров (рос. Азамат Заурович Балкаров; нар. 5 лютого 1987, Нальчик, РРФСР) — російський футболіст, півзахисник.

## Життєпис
Народився в Нальчику, вихованець місцевої академії «Ельбрус». Дорослу футбольну кар'єру розпочав 2004 року в нальчицькому «Спартаку-2», який виступав в аматорському чемпіонаті Росії. В команді провів два сезони. Напередодні старту сезону 2006 року переведений до першої команди «Спартака», але виступав лише за нальчан в першості дублерів. У сезоні 2006 року виступав за нальчицький «Мегафон Кавказ» в аматорському чемпіонаті Росії. На професіональному рівні 27 червня 2007 року в переможному (2:1) виїзному поєдинку 1/16 фіналу кубку Росії проти ярославльського «Шинника». Азамат вийшов на поле на 104-й хвилині, замінивши Аслана Дишекова, а на 119-й хвилині відзначився першим голом у професіональній кар'єрі. У команді виступав до завершення сезону 2008 року, за цей час в основному складі зіграв 3 матчі (1 гол) у кубку Росії.
На початку січня 2009 року перейшов у «Ставропілля-2009». Дебютував за ставропольський клуб 5 квітня 2009 року в переможному (1:0) домашньому поєдинку 1-го туру Другого дивізіону Росії проти «Абінська». Балкаров вийшов на поле на 70-й хвилині, замінивши Віталія Стрельцова. З початку квітні 2009 року провів 2 поєдинки в Другому дивізіоні, а наприкінці цього ж місяця опинився вже в «Ангушті». Дебютував за назранський клуб 24 квітня 2009 року в програному (0:2) виїзному поєдинку 4-го туру Другого дивізіону проти «Астрахані». Азамат вийшов на поле в стартовому складі та відіграв увесь матч, а на 29-й хвилині отримав жовту картку. Першим голом за «Ангушт» відзначився 13 травня 2009 року на 56-й хвилині програного (2:3) домашнього поєдинку 7-го туру Другого дивізіону проти «Ставрополя». Балкаров вийшов на поле в стартовому складі та відіграв увесь матч. За два сезони, проведені в назранському клубі, у Другому дивізіоні 47 матчів (3 голи) та 3 матчі (1 гол) у кубку Росії.
Напередодні старту сезону 2011/12 років підсилив «Біолог-Новокубанськ». У футболці прогреського клубу дебютував 28 серпня 2011 року в програному (0:1) виїзному поєдинку 17-го туру зони «Південь» Другого дивізіону проти каспійського «Дагдизеля». Азамат вийшов на поле в стартовому складі та відіграв увесь матч. Єдиним голами за «Біолог-Новокубанськ» відзначився 26 липня 2012 року на 40-й та 70-й хвилині переможного (4:0) домашнього поєдинку 3-го туру групи «Південь» Другого дивізіону Росії проти ростовського СКА. Балкаров вийшов на поле в стартовому складі та відіграв увесь матч, а на 35-й хвилині отримав жовту картку. У команді провів два сезони, за цей час у Другому дивізіоні 42 матчі (2 голи) та 1 поєдинок у кубку Росії.
На початку липня 2013 року підписав контракт з «Витязем». У футболці кримського клубу дебютував 7 липня 2013 року в переможному (2:1) домашньому поєдинку 1/256 фіналу кубку Росії проти свого колишнього клубу, «Біолога-Новокубанська». Азамат вийшов на поле в стартовому складі, а на 55-й хвилині його замінив Андрій Ухабов. У Другому дивізіоні дебютував за «Витязь» 12 липня 2013 року в переможному (1:0) домашньому поєдинку 1-го туру зони «Південь» проти волзької «Енергії». Балкаров вийшов на поле в стартовому складі, а на 83-й хвилині його замінив Андрій Ухабов. Першими голами за кримський клуб відзначився 31 травня 2014 року на 28-й та 45-й хвилинах нічийного (2:2) домашнього поєдинку 33-го туру зони «Південь» Другого дивізіону проти п'ятигорського «Машука-КМВ». Азамат вийшов на поле в стартовому складі та відіграв увесь матч. У команді протягом двох сезонів залишався гравцем основної обойми, за цей час у Другому дивізіоні зіграв 54 матчі (2 голи), ще 4 матчі (1 гол) провів у кубку Росії.
На початку липня 2015 року опинився в «Спартаку». У новій команді дебютував 20 липня 2015 року в переможному (2:0) виїзному поєдинку 1-го туру зони «Південь» Другому дивізіоні проти п'ятигорського «Машука-КМВ». Балкаров вийшов на поле в стартовому складі та відіграв увесь матч. За нальчикський колектив виступав протягом півтора сезонів, за цей час у чемпіонатах Росії зіграв 22 матчі, ще 3 поєдинки провів у кубку Росії. На початку січня 2017 року став гравцем «Чорномореця». У футболці новоросійського клубу дебютував 12 березня 2017 року в переможному (1:0) домашньому поєдинку 18-го туру зони «Південь» Другого дивізіону проти волгоградського «Ротора». Азамат вийшов на поле в стартовому складі, а на 81-й хвилині його замінив Дмитро Михайленко. У другій половині сезону 2016/17 років зіграв 11 матчів у Другому дивізіоні.
З липня 2017 року по березень 2019 року грав за «Кубанську корону» (Шевченко) в чемпіонаті Краснодарського краю. Наприкінці березня 2019 року виїхав до окупованого Криму, де став гравцем фейкового клубу «ТСК-Таврія». На початку липня 2019 року повернувся до Росії, виступав за аматорський колектив «Аромат» (Відрадна), у футболці якого на початку липня 2020 року й завершив футбольну кар'єру.